# Moravské Lieskové
Moravské Lieskové (Hongaars: Morvamogyoród) is een Slowaakse gemeente in de regio Trenčín, en maakt deel uit van het district Nové Mesto nad Váhom.
Moravské Lieskové telt 2.523 inwoners.